# Michał Pius Fasoli
Michał Pius Fasoli (ur. 3 maja 1670 w Zerbo, zm. 3 marca 1716 w Gonderze) – Błogosławiony Kościoła katolickiego, włoski franciszkanin, misjonarz, męczennik.

## Życiorys
Urodził się 3 maja 1670 roku. Przyjął święcenia kapłańskie, a potem został wysłany na misje do Etiopii, razem z dwoma towarzyszami (Samuelem Marzorati i Liberatem Weissem). Poniósł śmierć męczeńską, razem z nimi, przez ukamienowanie. Wszyscy zostali beatyfikowani przez papieża Jana Pawła II w dniu 20 listopada 1988 roku. Jego wspomnienie obchodzone jest w dniu 3 marca.